# Türkiye Kupası 2003/04

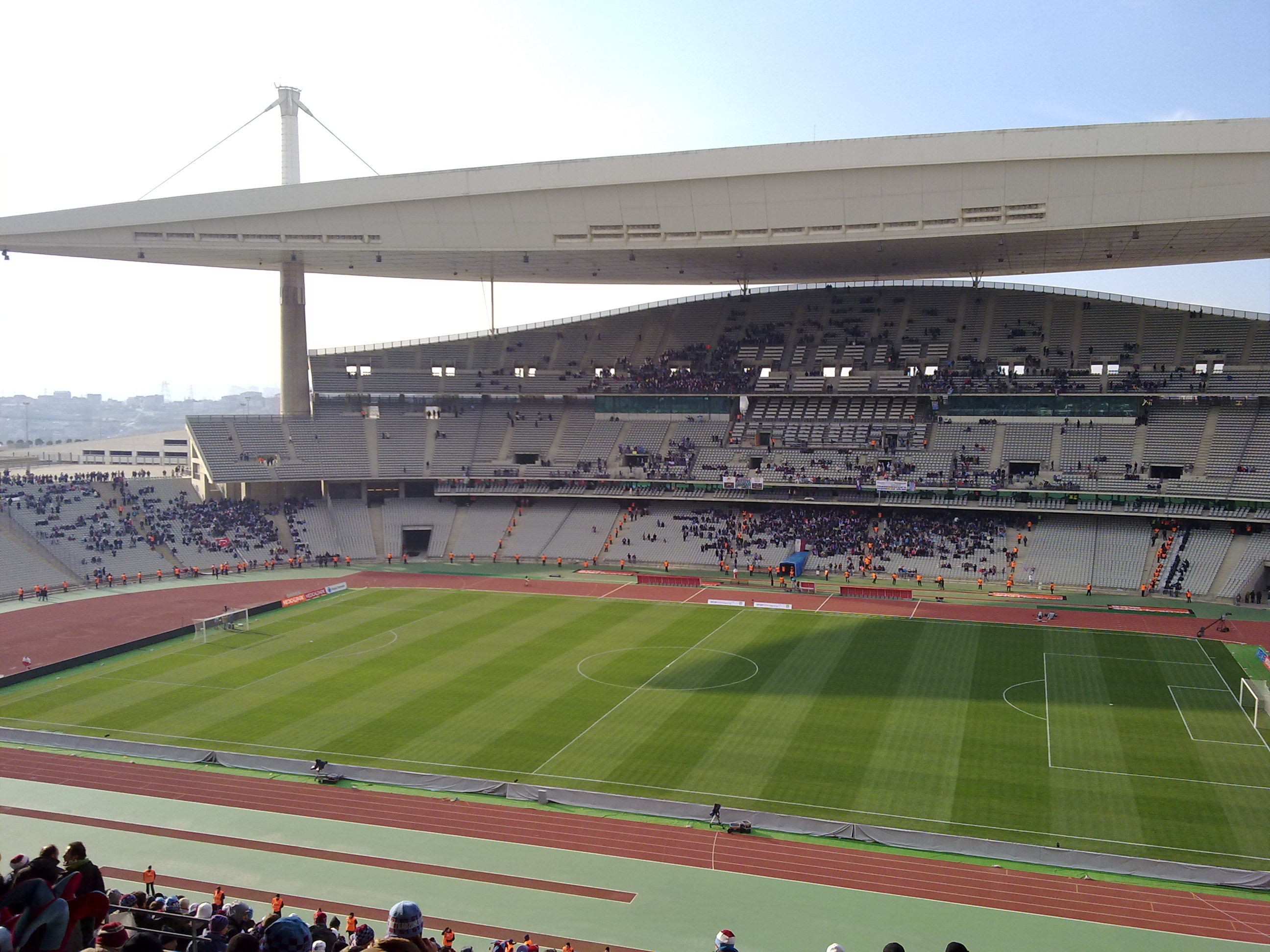
Atatürk-Olympiastadion

Die Türkiye Kupası 2003/04 war die 42. Auflage des türkischen Pokalwettbewerbes. Der Wettbewerb begann am 12. November 2003 mit der 1. Runde und endete am 5. Mai 2004 mit dem Finale. Im Endspiel trafen wie in der Saison zuvor Trabzonspor und Gençlerbirliği Ankara aufeinander. Trabzonspor nahm zum zwölften Mal am Finale teil und Gençlerbirliği Ankara zum vierten Mal.
Trabzonspor besiegte Gençlerbirliği mit 4:0 und gewann diesen Wettbewerb zum siebten Mal. Austragungsort war das Atatürk-Olympiastadion in Istanbul.

## Teilnehmende Mannschaften
Für den türkischen Pokal waren folgende 47 Mannschaften teilnahmeberechtigt:
| Süper Lig die 18 Vereine der Saison 2002/03 | 2. Liga A Kategorie die 18 Vereine der Saison 2002/03 | 2. Liga B Kategorie die 11 besten Vereine aus der Saison 2002/03 |
| Adanaspor Altay İzmir Beşiktaş Istanbul Bursaspor Denizlispor Diyarbakırspor Elazığspor Fenerbahçe Istanbul Galatasaray Istanbul Gaziantepspor Gençlerbirliği Ankara Göztepe Izmir İstanbulspor Kocaelispor Malatyaspor MKE Ankaragücü Samsunspor Trabzonspor | Adana Demirspor Akçaabat Sebatspor Ankaraspor Antalyaspor Çaykur Rizespor Dardanelspor Erzurumspor Gümüşhanespor Istanbul BB Izmirspor Kayseri Erciyesspor Konyaspor Manisaspor Mersin İdman Yurdu Sakaryaspor Şekerspor Sivasspor Yimpaş Yozgatspor | Gruppe A Aydınspor Bursa Merinosspor Karşıyaka SK Marmaris Belediye Gençlikspor Gruppe B Ankara Demirspor Sarıyer GK Türk Telekomspor Gruppe C Gaziantep BB Hatayspor Kayserispor Şanlıurfaspor |

## 1. Hauptrunde
Die 1. Hauptrunde fand am 12. November 2003 statt. In dieser Runde traten 33 Vereine an: die drei Absteiger der Süper Lig Saison 2002/03, alle Mannschaften der 2. Liga Kategorie A (2. Liga) und die 12 besten Mannschaften der 2. Liga Kategorie B (3. Liga).
Gaziantep BB erhielt das einzige Freilos und war für die 2. Hauptrunde direkt qualifiziert.
|                   | Ergebnis             |                               |
| ----------------- | -------------------- | ----------------------------- |
| Adana Demirspor   | 4:1 (2:0)            | Şanlıurfaspor                 |
| Altay Izmir       | 1:0 (0:0)            | Göztepe Izmir                 |
| Ankara Demirspor  | 2:4 (1:0)            | Şekerspor                     |
| Antalyaspor       | 1:0 (1:0)            | Marmaris Belediye Gençlikspor |
| Aydınspor         | 2:6 (0:2)            | Konyaspor                     |
| Istanbul BB       | 2:1 n. V. (1:1, 1:1) | Zonguldakspor                 |
| Dardanelspor      | 0:1 (0:0)            | Manisaspor                    |
| Erzurumspor       | 2:4 (2:2)            | Çaykur Rizespor               |
| Gümüşhanespor     | 2:3 (0:2)            | Akçaabat Sebatspor            |
| Hatayspor         | 0:1 n. V.            | Mersin İdman Yurdu            |
| Izmirspor         | 0:2 (0:0)            | Karşıyaka SK                  |
| Kocaelispor       | 2:0 (2:0)            | Sarıyer GK                    |
| Sakaryaspor       | 3:2 (1:0)            | Bursa Merinosspor             |
| Sivasspor         | 2:3 (1:3)            | Kayserispor                   |
| Türk Telekomspor  | 2:0 (1:0)            | Ankaraspor                    |
| Yimpaş Yozgatspor | 0:6 (0:3)            | Kayseri Erciyesspor           |

## 2. Hauptrunde
Die 2. Hauptrunde wurde vom 16. Dezember bis 18. Dezember 2003 ausgetragen. Zu den 17 Siegern aus der 1. Hauptrunde nahmen hier die Erstligisten von Platz 1 bis 15 aus der Saison 2002/03 teil.
|                       | Ergebnis             |                    |
| --------------------- | -------------------- | ------------------ |
| Sakaryaspor           | 2:3 n. V. (2:2, 1:1) | Denizlispor        |
| Adana Demirspor       | 0:1 (0:0)            | MKE Ankaragücü     |
| Akçaabat Sebatspor    | 0:3 (0:2)            | Gaziantepspor      |
| Antalyaspor           | 0:2 (0:1)            | İstanbulspor       |
| Şekerspor             | 0:3 (0:2)            | Diyarbakırspor     |
| Elazığspor            | 2:3 (0:2)            | Çaykur Rizespor    |
| Gençlerbirliği Ankara | 2:0 (1:0)            | Altay Izmir        |
| Kayseri Erciyesspor   | 0:1 n. V.            | Bursaspor          |
| Konyaspor             | 3:2 (1:2)            | Adanaspor          |
| Malatyaspor           | 3:1 (1:0)            | Istanbul BB        |
| Manisaspor            | 3:2 n. V. (2:2, 0:1) | Karşıyaka SK       |
| Samsunspor            | 2:0 (1:0)            | Mersin İdman Yurdu |
| Trabzonspor           | 3:1 (2:0)            | Kayserispor        |
| Galatasaray Istanbul  | 4:1 (2:0)            | Türk Telekomspor   |
| Beşiktaş Istanbul     | 2:1 (0:0)            | Kocaelispor        |
| Fenerbahçe Istanbul   | 3:0 (1:0)            | Gaziantep BB       |

## Achtelfinale
Das Achtelfinale wurde am 28. und 29. Januar 2004 ausgetragen.
|                       | Ergebnis  |                     |
| --------------------- | --------- | ------------------- |
| Bursaspor             | 0:1 (0:1) | Konyaspor           |
| İstanbulspor          | 1:0 (0:0) | MKE Ankaragücü      |
| Manisaspor            | 0:1 n. V. | Denizlispor         |
| Gençlerbirliği Ankara | 1:0 (0:0) | Malatyaspor         |
| Diyarbakırspor        | 0:1 (0:1) | Trabzonspor         |
| Galatasaray Istanbul  | 0:5 (0:1) | Çaykur Rizespor     |
| Gaziantepspor         | 4:1 (1:0) | Beşiktaş Istanbul   |
| Samsunspor            | 0:1 n. V. | Fenerbahçe Istanbul |

## Viertelfinale
Das Viertelfinale wurde am 10. und 11. Februar 2004 ausgetragen.
|                       | Ergebnis              |                     |
| --------------------- | --------------------- | ------------------- |
| Gençlerbirliği Ankara | 2:0 (2:0)             | Denizlispor         |
| Trabzonspor           | 2:1 n. V., (0:0, 1:1) | Konyaspor           |
| Gaziantepspor         | 0:0 n. V. (4:5 i. E.) | İstanbulspor        |
| Çaykur Rizespor       | 2:4 n. V. (2:2, 1:1)  | Fenerbahçe Istanbul |

## Halbfinale
Das Halbfinale wurde am 17. März 2004 ausgetragen.
|                     | Ergebnis  |                       |
| ------------------- | --------- | --------------------- |
| İstanbulspor        | 0:2 (0:2) | Trabzonspor           |
| Fenerbahçe Istanbul | 2:4 (0:1) | Gençlerbirliği Ankara |

## Finale
| Paarung               | Trabzonspor – Gençlerbirliği Ankara |
| Ergebnis              | 4:0 (1:0) |
| Datum                 | 5. Mai 2004 um 19:00 Uhr |
| Stadion               | Atatürk-Olympiastadion, Istanbul |
| Schiedsrichter        | Kuddusi Müftüoğlu (Alanya) |
| Tore                  | 1:0 Mehmet Yılmaz (22.) 2:0 Gökdeniz Karadeniz (70.) 3:0 Gökdeniz Karadeniz (77., Elfmeter) 4:0 Augustine Ahinful (88., Elfmeter) |
| Trabzonspor           | Michael Petkovic – Erdinç Yavuz, Tolga Seyhan, Volkan Bekiroğlu, Emrah Eren – Hüseyin Çimşir, Ibrahim Ege (46. Hans Somers, 72. Karel D’Haene), Gökdeniz Karadeniz (78. Ibrahima Yattara), Emre Toraman – Mehmet Yılmaz, Augustine Ahinful Cheftrainer: Ziya Doğan |
| Gençlerbirliği Ankara | Damir Botonjič – Filip Daems, Abdel Zaher El-Saqua (80. Baki Mercimek), Erkan Özbey (70. Veysel Cihan), Ümit Bozkurt – Ali Tandoğan, Deniz Barış, Serkan Balcı, Josip Skoko, Mustafa Özkan – Souleymane Youla Cheftrainer: Ersun Yanal                             |
| Gelbe Karten          | Volkan Bekiroğlu, Mehmet Yılmaz – Serkan Balcı |
| Platzverweise         | keine – Souleymane Youla (87.) |

## Beste Torschützen
| Rang | Spieler          | Verein                  | Tore |
| ---- | ---------------- | ----------------------- | ---- |
| 1    | Volkan Bekiroğlu | Adanaspor / Trabzonspor | 3    |
| 1    | Tuncay Şanlı     | Fenerbahçe Istanbul     | 3    |
| 1    | Tayfun Türkmen   | Konyaspor               | 3    |
| 4    | je 28 Spieler    |                         | 2    |